# Choue
Choue – miejscowość i gmina we Francji, w Regionie Centralnym, w departamencie Loir-et-Cher.
Według danych na rok 1990 gminę zamieszkiwało 578 osób, a gęstość zaludnienia wynosiła 15 osób/km² (wśród 1842 gmin Regionu Centralnego Choue plasuje się na 620. miejscu pod względem liczby ludności, natomiast pod względem powierzchni na miejscu 192.).